# コレコビジョン
コレコビジョン（ColecoVision）は、1982年8月にコレコが発売した第2世代の家庭用ゲーム機である。日本国内では発売されていない。

## 概要
コレコビジョン単体で当時の業務用（アーケード）並みのグラフィックのゲームをプレイすることができ、さらに本体前面の拡張モジュール接続端子を利用してシステムのハードウェアを拡張することもできた。コレコビジョンは本体価格170ドル（当時の日本円価格で約4万6千円ほど）で、本体にバンドルされた『ドンキーコング』（任天堂）を含む、12タイトルのゲームソフトがローンチとして販売された。『ドンキーコング』は家庭用初移植で、アーケードのほぼ完全移植に近いクオリティーを誇り、他にも『ザクソン』（セガ）や『レディバグ』（ユニバーサル）などアーケードで人気のラインナップを引っ下げて売り出され、発売から1年たたずに販売台数が100万台を突破する人気ゲーム機となった。ソフトはROMカートリッジ形式で、1982年から1984年の間に約136本のソフトが発売された。
アメリカで200万台、世界で600万台を売るかなりのヒット機となったが、アタリショックによるアメリカのゲーム市場の崩壊と、キャベツ畑人形の大ヒットを受け、コレコはゲーム事業から撤退して玩具事業に投資を集中することを決定し、1985年に製造終了。コレコはキャベツ畑人形への過剰投資が原因で1988年に倒産した。

## 歴史
玩具メーカーのコレコは、1976年発売のコレコ・テルスターで家庭用ゲーム機市場に参入した。初代「テルスター」はアタリの『ポン』のクローンゲーム機で、約100万台を売るヒット機種となった。その後、製品ラインナップを広げすぎ（「テルスター」シリーズで全14機種）、『ポン』ブーム終了とともに倒産寸前に陥ったが、携帯型電子ゲームで成功をおさめ、持ち直した。
コレコのアーノルド・グリーンバーグ社長は、カートリッジ交換型の家庭用ゲーム機に進出したいと考えていたが、その製造コストが障壁となっていた。1981年、コレコの技術者であるエリック・ブロムレイは、「RAMの価格が下落した」というウォール・ストリート・ジャーナル紙の記事を読んだ。試しにコスト計算をしてみた結果、ゲーム機のコストが想定内に収まることが判明し、ブロムレイはこれをグリーンバーグ社長に報告した。ゲーム機の名前は即座に「コレコビジョン」に決定し、ゲーム機のより詳細な設計が開始された。
ATARI VCSが大ヒットしたのはアーケードの人気ゲームが移植されたからだとコレコは考えていたため、コレコはコレコビジョンの開発当初より任天堂（日本のアーケードゲーム開発会社）との接触を行っていた。1981年12月、コレコビジョンの開発総責任者であるブロムレイは、コレコビジョンの試作機を京都の任天堂本社に持ち込んだ。任天堂の山内社長は日本販売権の取得を希望しブロムレイに申し入れたが条件面で合意には至らず、任天堂はカートリッジ交換方式のゲーム機の自社開発を決定した。それがファミリーコンピュータである。任天堂との話が流れて、日本では未発売だった。上村雅之（ファミコンの開発総責任者）はコレコビジョンを目標性能としてファミコンの仕様を決定した。澤野貴夫（ファミコンに十字ボタンを搭載した開発者）はコレコビジョンを家に持ち帰ってプレイし、その動きの滑らかさに驚愕した。
任天堂がコレコビジョンの日本販売代理店となる話は流れたものの、ブロムレイは任天堂の山内社長との間でその日のうちに20万ドルの一時金を支払うことと引き換えに、ソフト1本あたり1ドル40セントのロイヤリティーという条件で『ドンキーコング』の独占的なライセンス契約をしてコレコビジョンの公式付属ゲームソフトとした。山内が提示した一時金もロイヤリティーも非常に高額だったが、『ドンキーコング』がコレコビジョンのキラータイトルになると確信したブロムレイはこれを吞み、米国時間の深夜に電話でグリーンバーグ社長を叩き起こして金を支払わせた。
その後、コレコはセガ・エンタープライゼスにコレコビジョンを持ち込んだらしい。セガも1982年3月、セガがコレコ社と提携し、1983年より日本国内におけるコレコビジョンの販売代理店となるという発表まで実施したが実現しなかった。その背景として、セガの家庭用TVゲーム機参入・コンシューマ事業開始にあたって任天堂から引き抜かれ、1982年9月よりセガのコンシューマー部門の総責任者となった駒井徳造セガ常務（元・任天堂取締役、システム事業部長）の存在が挙げられる。当時の駒井としては、こんな玩具ではなくちゃんとしたゲームパソコン（SC-3000）をやろうという思惑があったはずだと、セガの歴史に詳しいセガ社員の奥成洋輔は推測しているが、任天堂で作っているハードがゲームパソコンではなくTVゲームに特化しているというのを聞きつけ、任天堂への対抗上（かつて任天堂のアーケード部門のトップだった駒井は、任天堂の山内社長が「アーケードはもうやめや」の一声でアーケードから撤退したことに反発してセガに移り、任天堂への強い対抗心があった）、セガも結局、コレコビジョンと中身がほぼ同じゲーム機のSG-1000を発売するに至ったという。セガがコレコビジョンの日本販売代理店となる話は流れたものの、コレコは『ザクソン』などセガ/グレムリンの開発した複数のゲームにおいて、コレコビジョン並びにATARI VCS、インテレビジョンの3機種向けカートリッジとして販売できるライセンスを受けた。
1982年8月、アメリカでコレコビジョンが発売。本体に同梱された『ドンキーコング』の移植は業務用に近い完成度を誇り、コレコビジョンの人気に火をつけた。コレコビジョンの競合製品だったATARI5200は、解像度などコレコビジョンより優れた性能を持っていたが、商業的には成功しなかった。ヨーロッパでは1983年よりCBSエレクトロニクスが「CBSコレコビジョン」の名で発売した。1982年内にアメリカで50万台を売り上げ、アタリショック直前である1983年初頭には100万台を突破。コレコビジョンは1985年までにアメリカで少なくとも200万台を販売した。1983年以降のアタリショックによるゲーム市場の崩壊と、キャベツ畑人形の大ヒットを受け、コレコはゲーム市場から撤退して玩具市場に回帰することにして、コレコビジョンは1985年10月に製造終了となった。全世界における最終的な販売数は600万台となった。
1986年に台湾のBit Corporation社（普澤公司）がコレコビジョンとSG-1000のソフトが動く2-in-1のクローンゲーム機Dinaを製造し、Telegames Personal Arcadeが売り出した。
現在のところRiver West Brands がコレコビジョンのブランドを所有している。

## ATARI 2600 との互換
オプションの拡張機器「拡張モジュール #1」を拡張機器端子に取り付けることで、競合機であるATARI2600のソフトを遊ぶことが出来た。もともとATARI 2600はほとんどのチップが市販の汎用品で、唯一のカスタムチップであるATARI2600の心臓部「TIAチップ」はリバースエンジニアリングし、「拡張モジュール #1」は完全なATARI2600の互換機能を持っていた。これによりコレコビジョンはATARI2600の巨大なソフトウェアのライブラリーを獲得したが、当然ATARIと裁判になった。このモジュールは発売2ヶ月で15万個が売れていたところ、ATARI2600の販売元であるアタリが販売停止を求めてコレコを提訴した。アタリはATARI2600の上位機種としてATARI5200の販売を始めていたが、両機には互換性がなかったためATARI5200の売れ行きは良くなく、コレコビジョンの互換モジュールの存在がATARI5200のセールスに悪影響を与えることを危惧したのである。これに対してコレコは独占禁止法違反でアタリを反訴。この裁判はロイヤリティーの支払いで和解に至った。つまり、コレコビジョンは合法的に競合機ATARI2600の互換機としての性能を有することが可能になった。

## 仕様
- CPU: ザイログ Z80A @ 3.58 MHz
- ビデオプロセッサー: テキサス・インスツルメンツ TMS9928A
  - 解像度：256x192
  - スプライト数：32
  - 16色
- サウンド:テキサス・インスツルメンツSN76489A
  - トーンジェネレーター数：3
  - ノイズジェネレーター数：1
- VRAM: 16 KB
- RAM: 1 KB
- 記憶: 8/16/24/32 KB（カートリッジ式）

## 周辺機器

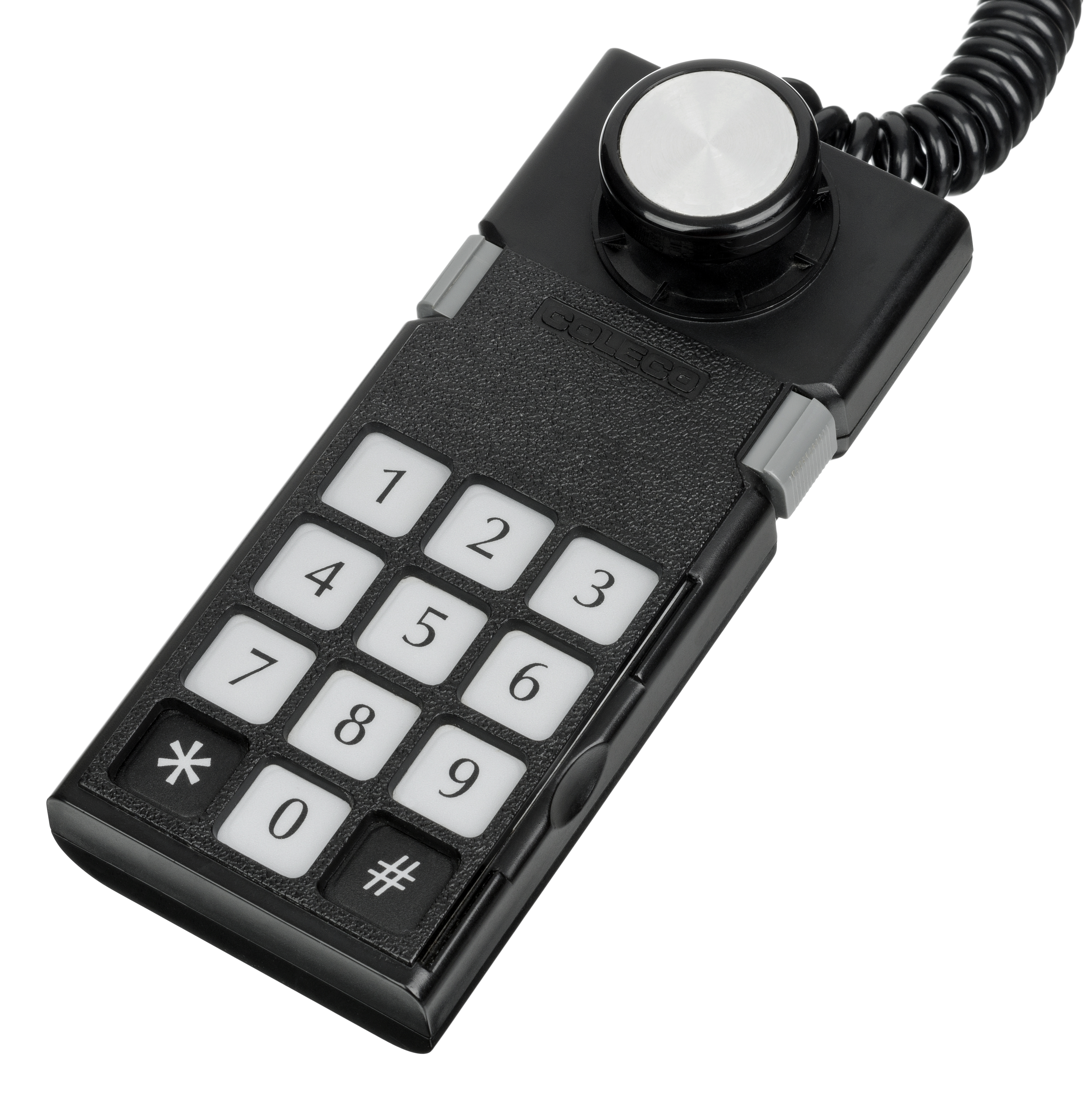
コントローラー
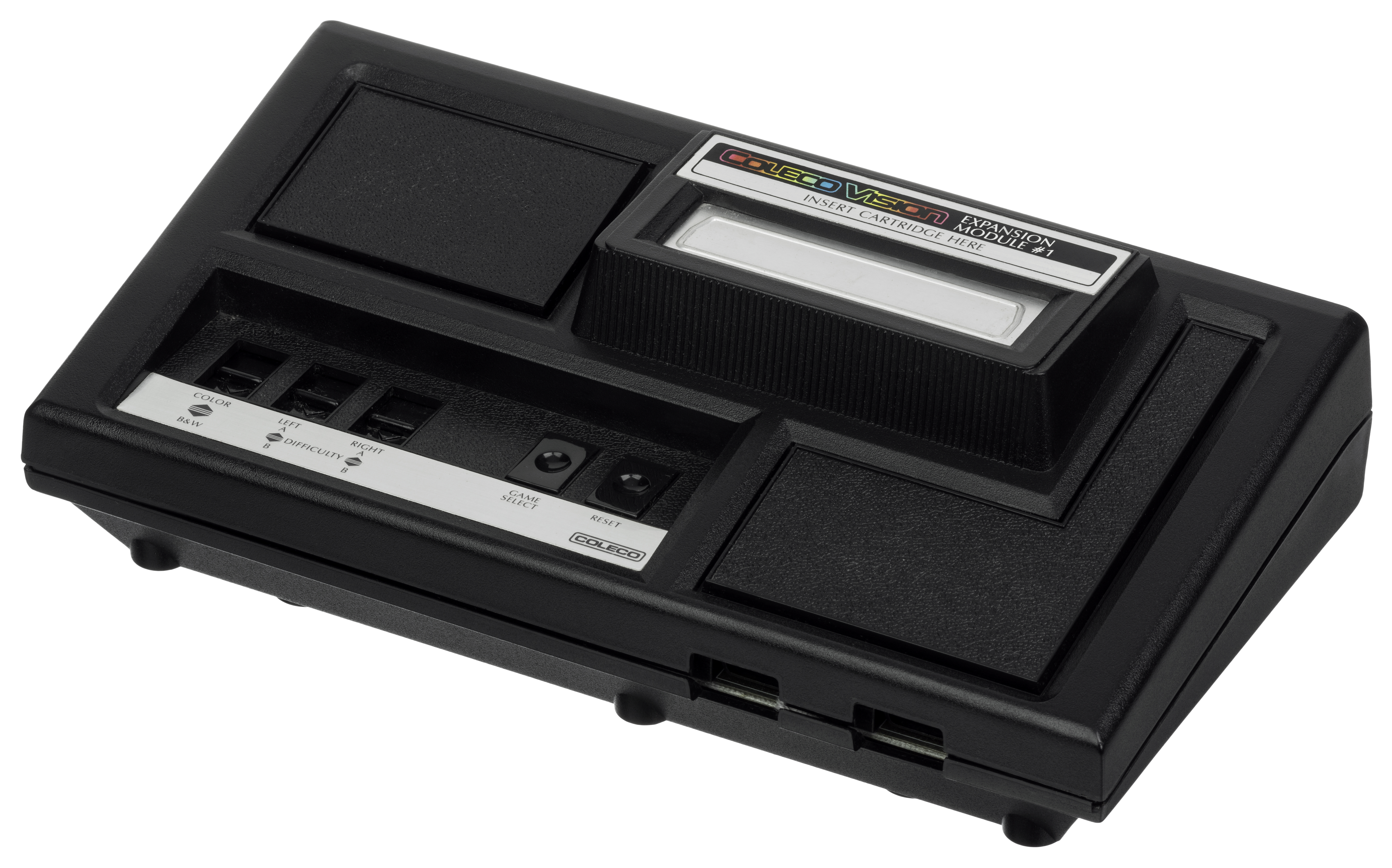
拡張モジュールの一種
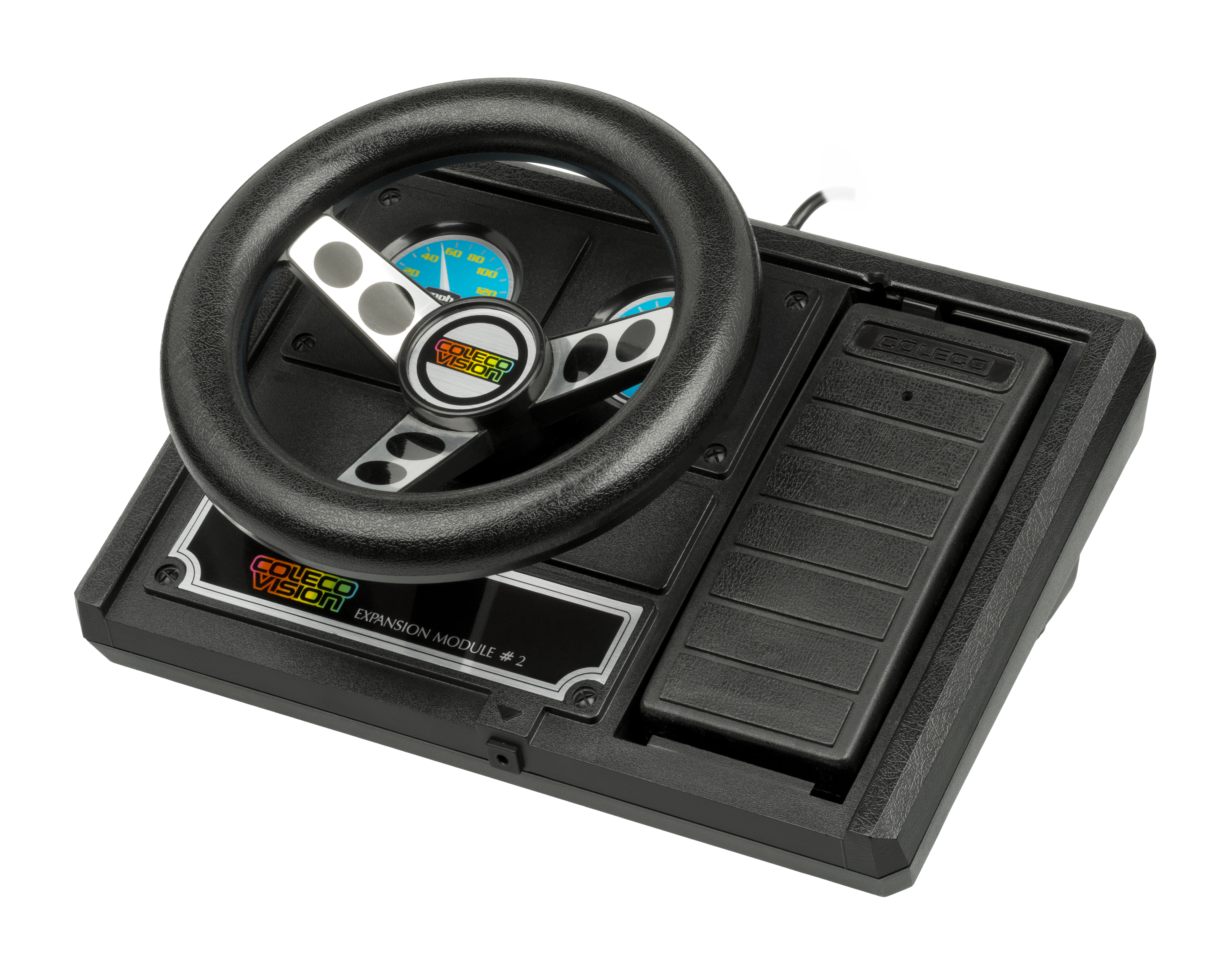
拡張モジュールの一種
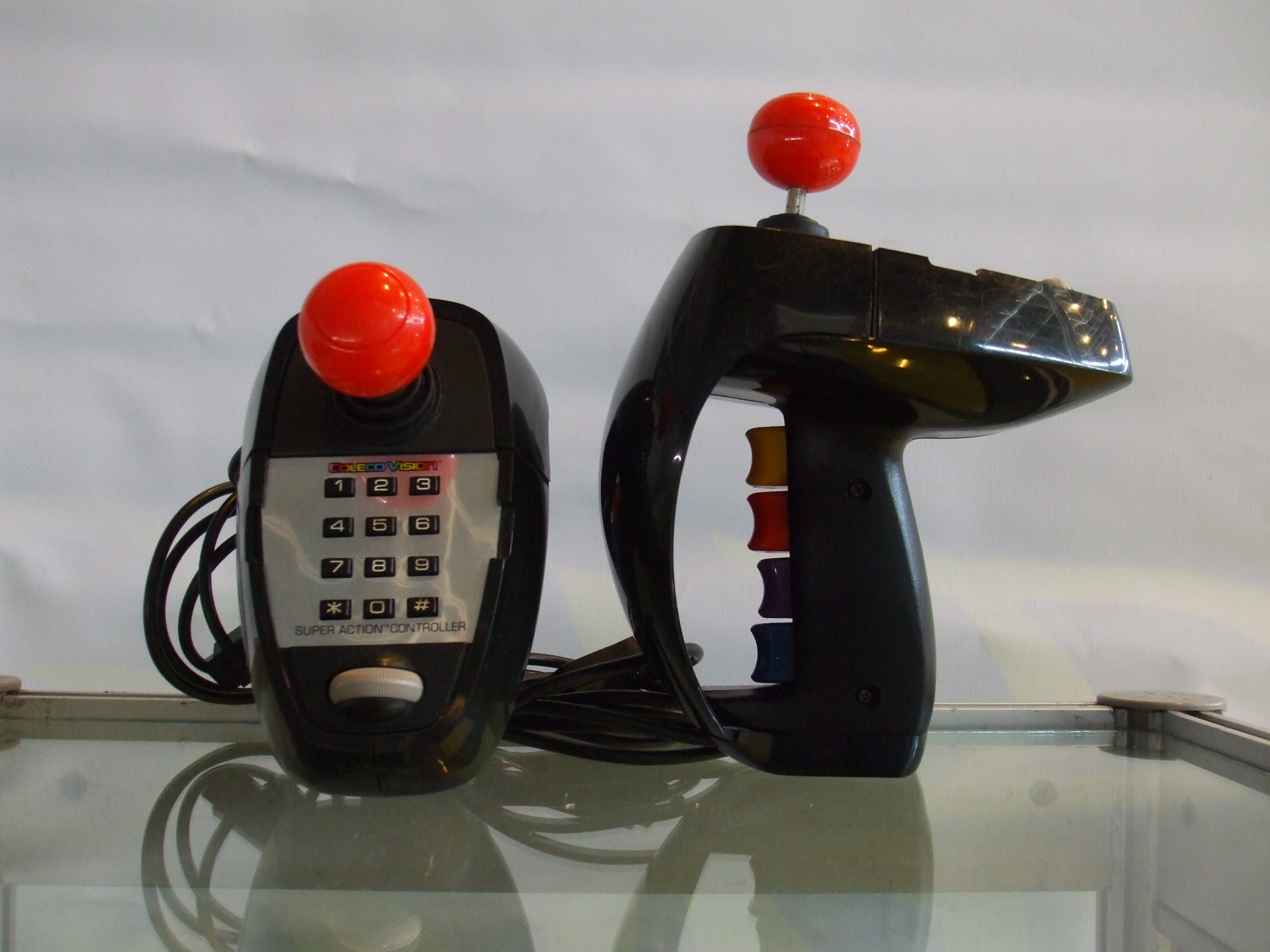
スーパー・アクション・コントローラー